# Grabów nad Prosną (gromada)
Grabów nad Prosną – dawna gromada, czyli najmniejsza jednostka podziału terytorialnego Polskiej Rzeczypospolitej Ludowej w latach 1954–1972.
Gromady, z gromadzkimi radami narodowymi (GRN) jako organami władzy najniższego stopnia na wsi, funkcjonowały od reformy reorganizującej administrację wiejską przeprowadzonej jesienią 1954 do momentu ich zniesienia z dniem 1 stycznia 1973, tym samym wypierając organizację gminną w latach 1954–1972.
Gromadę Grabów nad Prosną z siedzibą GRN w mieście Grabowie nad Prosną utworzono – jako jedną z 8759 gromad na obszarze Polski – w powiecie kępińskim w woj. poznańskim, na mocy uchwały nr 23/54 WRN w Poznaniu z dnia 5 października 1954. W skład jednostki weszły obszary dotychczasowych gromad Grabów Wójtostwo i Książenice, ponadto miejscowość Czubaki z dotychczasowej gromady Kaliszkowice Kaliskie, miejscowość Huby Wielkie z dotychczasowej gromady Chlewo oraz miejscowość Siekierzyn z dotychczasowej gromady Marszałki ze zniesionej gminy Grabów (nad Prosną) w powiecie kępińskim w woj. poznańskim, a także obszar dotychczasowej gromady Palety (obecnie Palaty) ze zniesionej gminy Kraszewice w powiecie wieluńskim w woj. łódzkim.
13 listopada 1954 (z mocą obowiązującą od 1 października 1954) gromada weszła w skład nowo utworzonego powiatu ostrzeszowskiego w tymże województwie, gdzie ustalono dla niej 15 członków gromadzkiej rady narodowej.
1 stycznia 1960 do gromady Grabów  włączono obszary zniesionych gromad Bobrowniki i Dębicze w tymże powiecie.
31 grudnia 1961 z gromady Grabów nad Prosną wyłączono część obszaru wsi Grabów-Wójtostwo, włączając ją do miasta Grabów nad Prosną w tymże powiecie.
1 stycznia 1962 z gromady Grabów n/Prosną wyłączono miejscowość Huby Wielkie, włączając ją do gromady Bukownica w tymże powiecie.
1 stycznia 1970 do gromady Grabów nad Prosną włączono 759 ha z miasta Grabów nad Prosną w tymże powiecie.
31 grudnia 1971 do gromady Grabów n/Prosną włączono obszar zniesionej gromady Bukownica w tymże powiecie.
Gromada przetrwała do końca 1972 roku, czyli do kolejnej reformy gminnej. 1 stycznia 1973 – tym razem w powiecie ostrzeszowskim – reaktywowano gminę Grabów nad Prosną.